# Юдея
 Тази статия е за историческата област.  За древната държава вижте Юдейско царство.  За римската провинция вижте Юдея (провинция).
Юдея (Judea, Judæa, иврит: יהודה, съвременен иврит Yəhuda тибериански иврит Yəhûḏāh, означаващо „прославена, знаменита“; гръцки: Ιουδαία, Ioudaía; на латински: Iudaea) е името, под което е позната планинската южна част на историческия Ерец Израел (на иврит: ארץ ישראל Eretz Yisrael).
Тази територия сега е разделена между държавата Израел и Западния бряг на река Йордан (частично под палестинско управление, но в условията на израелско военно присъствие).
Смята се, че названието Юдея е от гръцки произход и с романска адаптация на името „Юда“. Отнася се за териториите, първоначално обхващащи земите, населявани от племето израелити (Колената на Израил) и по-късно на древното Юдейско царство. Тук са се разполагали и държавата на Хасмонеите, Юдейското царство като васално на римляните, както и множество по-малки държави (вж. илюстрацията по-долу). В съвременната си употреба Юдея („Yehudah“) се отнася към обширната южна територия на Израел и Западния бряг на река Йордан, или съчетаното название Юдея и Самария като алтернативно име за Западния бряг.

## Разположение и исторически граници
Първоначалните граници на Юдея са Бетшур (Beth-zur) (близо до Хеброн) на юг; Бет-хорон (Beth-horon, днес Беит'Ур ал Фаука на Западния бряг) на север; Латрун или Емаус на запад (22 км западно от Йерусалим) и река Йордан на изток.

### География
Планински и сух район, Юдея се смята по-скоро за пустиня. Най-високата ѝ точка връх Хеброн достига 1020 m (3346 фута), който се намира на 30 km югозападно от Йерусалим, а най-ниската – 400 m под морското равнище (1312 фута). Основни населени места в Юдея са градовете Йерусалим, Витлеем, Гуш Ецион, Йерихон и Хеброн.
В древни времена Юдейските хълмове са били гористи, а Библията е исторически извор, сочещ земеделска и скотовъдна дейност в района. Така е и до днес, но в по-малка степен след чувствителното засушаване, настъпило постепенно през вековете.

## История
Белези са уседнало човешко присъствие в региона сочат такова още през каменната ера и се смята, че оттук преминава един от древните маршрути на Хомо сапиенс от Африка към останалата част от света преди 100 000 години (според една от теориите за произхода на човешкия вид). Археологически находки доказват човешко поселение в района на Йерихон отпреди 11 000 години – това прави Йерихон най-старият непрекъснато населяван и жив град в историята на света.
През Античността (периода 930 – 586 г. пр. Хр) еврейското владичество изживява най-славния си период, когато под управата на цар Давид достига до статута на империя.
След Въстанието на Макавеите, в средата на II век пр. Хр. Юдея се превръща в самостоятелно царство под властта на династията на Хасмонеите, първоначално васално на Селевкидите, а след това напълно независимо.

### Под римска власт
След смъртта на хасмонейската царица Саломе Александра в Юдея започва война за наследството между нейните двама синове Хиркан II и Аристобул II. Хиркан се възползва от помощта на намиращата се в региона римска армия на Помпей Велики, който през 63 година пр. Хр. влиза в Йерусалим и го утвърждава на трона, но с това Юдея е превърната в клиентска държава на Римската република.
Юдея е формално анексирана от Рим през 6 година, когато е създадена провинция Юдея. В крайна сметка юдеите въстават отново през 66 г. Въстанието е жестоко потушено, много юдеи са изпратени в робство, а Йерусалим е подложен на разрушаване, при което е сринат и разширеният от Ирод Соломонов храм следствие от обсадата с превземането на Йерусалим през 70 г.
Второто голямо въстание на юдеите избухва около 70 години по-късно под водачеството Шимон Бар-Кохба. Сполучлив, бунтът отхвърля римското господство и създава независим Израил. Това последно независимо юдейско образувание просъществува обаче само три години – докато отново пристигнат римските легиони.
След повторното възстановяване на римското върховенство император Адриан опитва напълно да изтрие юдейската идентичност и преименува провинцията на Палестинска Сирия (Syria Palaestina), а Йерусалим – на Елия Капитолина (Aelia Capitolina). Много юдеи (евреи) са изпратени за гладиатори в робство или бягат от Юдея и дават началото на първото (насилствено) разселване на еврейската диаспора.

## Хронология
- XVII в. пр. Хр. – XI в. пр. Хр. – провинция на Ханаан
- 1004 г. пр. Хр.? – Начало на еврейското владичество
- XI в. пр. Хр. – 930 г. пр. Хр. – част от Обединената Монархия
- 930 – 586 г. пр. Хр. – Юдейско царство
- 586 – 539 г. пр. Хр. – Вавилонска империя
- 539 – 332 г. пр. Хр. – Персийска империя
- 332 – 305 г. пр. Хр. – Македонска империя на Александър Велики
- 305 – 198 г. пр. Хр. – Господство на Птолемеите
- 198 – 141 г. пр. Хр. – Господство на Селевкидите
- 141 – 37 г. пр. Хр. – Държава на Хасмонеите, основана от Юда Макавей, а след 63 г. пр. Хр. под римско владичество
- 37 г. пр. Хр. – 70 г.сл. Хр. – Ирод I Велики и неговите наследници управляват Юдея под римско върховенство (37 г. пр. Хр.-6 г.сл. Хр.). Статуквото се променя с Първото еврейско въстание 66 – 73 г.сл. Хр., довело до разрушаването на Храма през 70 г.
- 73 г.сл. Хр.— Падане на Масада
- 115 – 117 г.— Вавилонски бунт.
- 132 – 135 г.— Въстание на Шимон Бар-Кохба.
- 135 г.— Юдея е преименувана на Палестинска Сирия от римския император Адриан.
- 400 – 638 г.— провинция на Източната Римска империя (Византия).
- 638 г.— Разпространение на Исляма и начало на мюсюлманско управление.
- 1099 г.— Първия кръстоносен поход завладява региона.
- 1187 г.— прогонване на кръстоносците от Юдея и установяване отново на мюсюлманско господство.
- 1516 г.— Попадане под османско владичество.
- 1917 г.— Поражение на Османската империя в Първата световна война; установяване на британска власт под формата на протекторат.
- 1947 г.— Обединените нации предлага План за разделяне на територията, поставяща дялове от Юдея под управлението на Израел.
- 1967 г.— Установяване на израелски контрол над Юдея.